# Reneta Indschowa

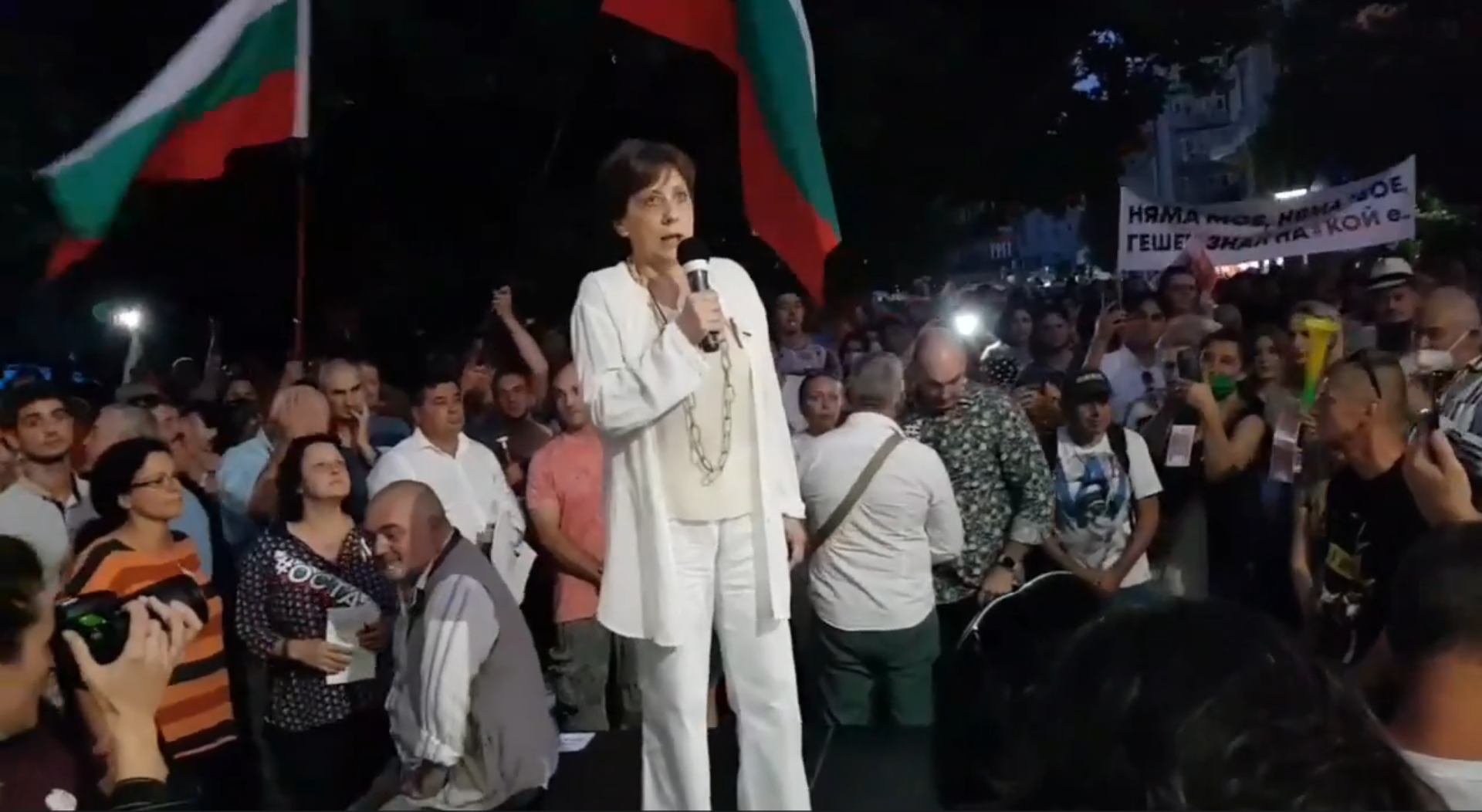
Reneta Indschowa bei einem Protest gegen den Ministerpräsidenten Bojko Borissow (2020)

Reneta Iwanowa Indschowa (bulgarisch Ренета Иванова Инджова, englische Umschrift Reneta Ivanova Indzova; * 6. Juli 1953 in Nowa Sagora) ist eine bulgarische Politikerin und ehemalige Ministerpräsidentin.

## Studium und berufliche Laufbahn
Indschowa absolvierte ein Studium der Wirtschaftswissenschaften am Karl-Marx-Institut für Wirtschaftswissenschaft in Sofia, das sie 1975 mit der Graduierung abschloss. Später folgte ihre Promotion zum Philosophiae Doctor (Ph.D.) in Politischer Ökonomie.
1992 wurde sie zunächst Mitarbeiterin der Agentur für Wirtschaftsentwicklung und Wirtschaftsprogramme. Anschließend war sie Abteilungsdirektorin bei der Vereinigten Bulgarischen Bank, ehe sie von 1992 bis 1993 Mitglied des Aufsichtsrates sowie Exekutivdirektorin der Privatisierungsagentur war.
1995 war sie als Gastwissenschaftlerin für Wirtschafts- und Verwaltungsmanagement (Business and Administrative Management) bei der Eisenhower Foundation in den USA tätig. Zwischen 1999 und 2001 lebte sie erneut in den USA. Während dieser Zeit war sie zeitweise auch Beraterin für Balkanpolitik des damaligen republikanischen Präsidentschaftskandidaten George W. Bush.

## Politische Laufbahn

### Abgeordnete
Indschowa begann ihre politische Laufbahn 1990 nach dem Zusammenbruch der kommunistischen Regierung von Todor Schiwkow. Zunächst war sie Mitautorin der Gründungsakte der 1990 neu gegründeten antikommunistischen Union der Demokratischen Kräfte (Sajus na Demokratitschnite Sili).
1990 wurde sie als Abgeordnete in die Nationalversammlung gewählt, wo sie bis 1992 die Interessen der SDS vertrat.

### Ministerpräsidentin und Präsidentschaftskandidatin
Nach dem Rücktritt von Ljuben Berow wurde sie am 17. Oktober 1994 von Präsident Schelju Schelew zur amtierenden Ministerpräsidentin ernannt. Dieses Amt übergab sie nach dem Wahlsieg der Sozialistischen Partei am 25. Januar 1995 an Schan Widenow.
Im November 1995 kandidierte sie für das Amt der Bürgermeisterin von Sofia, unterlag dabei aber als Drittplatzierte ihrem Parteifreund Stefan Sofijanski. Am 3. März 1997 war sie Mitgründerin der Bewegung der Vereinigten Politischen Reformpartei, deren Vorsitzende sie zugleich wurde.
Nach ihrer Rückkehr aus den USA wurde sie am 4. März 2001 Mitglied des Nationalen Exekutivrates der Demokratischen Allianzpartei und kurze Zeit später auch deren Vorsitzende.
Bei der Präsidentschaftswahl vom 11. November 2001 kandidierte sie mit Unterstützung der Bewegung für Rechte und Freiheiten für die Demokratische Allianzpartei. Als viertbeste Kandidatin erzielte sie dabei lediglich 4,9 Prozent der Wählerstimmen und schied somit nach der ersten Wahlrunde aus.